# Taça Europeia Feminina de Hóquei em Patins de 2006–07
A Taça Europeia Feminina 2006/07 foi a 1ª edição da Taça Europeia Feminina de Hóquei em Patins organizada pela CERH.
Teve lugar em Sant Hipòlit de Voltregà entre os dias 24 e 27 de Maio de 2007 e foi dispustada por 14 equipas de 6 países. Biesca Gijón HC derrotou CE Arenys de Munt na final e sagrou-se o 1º Campeão Europeu de Clubes.

## Participantes
As equipas classificadas são: 
| Taça Feminina 2006/07 | Taça Feminina 2006/07 | Taça Feminina 2006/07 |
| --------------------- | --------------------- | --------------------- |
| Biesca Gijón HC       | CE Arenys De Munt     | CP Voltregá           |
| US Coutras            | CS Noisy le Grand     | RH Beaujolais         |
| RSC Cronenberg        | TUS Dusseldorf        | SKG Herringen         |
| Hockey Breganze       | CRESH Eboli           |                       |
| CSP Alfena            | HC Mealhada           |                       |
| Bury St-Edmunds       |                       |                       |

## Fase Grupos

### Grupo A
| Equipa         | Pts | J | V | E | D | GM | GS | DG  |
| -------------- | --- | - | - | - | - | -- | -- | --- |
| CP Voltregá    | 9   | 3 | 3 | 0 | 0 | 19 | 1  | 18  |
| US Coutras     | 4   | 3 | 1 | 1 | 1 | 8  | 10 | -2  |
| RSC Cronenberg | 3   | 3 | 1 | 0 | 2 | 6  | 19 | -13 |
| HC Mealhada    | 1   | 3 | 0 | 1 | 2 | 4  | 7  | -3  |

|                | VOL  | COU | CRO | MEA |
| -------------- | ---- | --- | --- | --- |
| CP Voltregá    |      |     |     |     |
| US Coutras     | 0-6  |     |     |     |
| RSC Cronenberg | 1-11 | 2-6 |     |     |
| HC Mealhada    | 0-2  | 2-2 | 2-3 |     |

### Grupo B
| Equipa            | Pts | J | V | E | D | GM | GS | DG  |
| ----------------- | --- | - | - | - | - | -- | -- | --- |
| Biesca Gijón HC   | 6   | 2 | 2 | 0 | 0 | 11 | 3  | 8   |
| CS Noisy le Grand | 3   | 2 | 1 | 0 | 1 | 16 | 5  | 11  |
| Hockey Breganze   | 0   | 2 | 0 | 0 | 2 | 3  | 22 | -19 |

|                   | GIJ | NOI  | BRE |
| ----------------- | --- | ---- | --- |
| Biesca Gijón HC   |     |      |     |
| CS Noisy le Grand | 2-3 |      |     |
| Hockey Breganze   | 1-8 | 2-14 |     |

### Grupo C
| Equipa        | Pts | J | V | E | D | GM | GS | DG |
| ------------- | --- | - | - | - | - | -- | -- | -- |
| SKG Herringen | 6   | 2 | 2 | 0 | 0 | 8  | 1  | 7  |
| CSP Alfena    | 3   | 2 | 1 | 0 | 1 | 4  | 5  | -1 |
| CRESH Eboli   | 0   | 2 | 0 | 0 | 2 | 1  | 7  | -6 |

|               | HER | ALF | EBO |
| ------------- | --- | --- | --- |
| SKG Herringen |     |     |     |
| CSP Alfena    | 1-4 |     |     |
| CRESH Eboli   | 0-4 | 1-3 |     |

### Grupo D
| Equipa            | Pts | J | V | E | D | GM | GS | DG |
| ----------------- | --- | - | - | - | - | -- | -- | -- |
| CE Arenys de Munt | 9   | 3 | 3 | 0 | 0 | 20 | 4  | 16 |
| RH Beaujolais     | 6   | 3 | 2 | 0 | 1 | 8  | 12 | -4 |
| TUS Dusseldorf    | 3   | 3 | 1 | 0 | 2 | 11 | 15 | -4 |
| Bury St-Edmunds   | 3   | 3 | 0 | 0 | 3 | 4  | 12 | -8 |

|                   | ARE | BEA | DUS | BUR |
| ----------------- | --- | --- | --- | --- |
| CE Arenys de Munt |     |     |     |     |
| RH Beaujolais     | 1-8 |     |     |     |
| TUS Dusseldorf    | 3-7 | 3-5 |     |     |
| Bury St-Edmunds   | 0-5 | 1-2 | 3-5 |     |

## Fase Final

### Jogos Classificação

#### 13º ao 14º lugar
| 26 de Maio de 2007 |     |                 |
| HC Mealhada        | 6-2 | Bury St-Edmunds |

#### 9º ao 12º lugar
|  | Etapa classificatória | Etapa classificatória |   |                | 9º e 10º Lugar  | 9º e 10º Lugar |  |
|  |                       |                       |   |                |                 |                |  |
|  | 26 de Maio            |                       |   |                |                 |                |  |
|  | RSC Cronenberg        | 8                     |   |                |                 |                |  |
|  | TUS Dusseldorf        | 4                     |   |                |                 |                |  |
|  |                       |                       |   |                |                 |                |  |
|  |                       |                       |   |                | 26 de Maio      |                |  |
|  |                       |                       |   |                | RSC Cronenberg  | 11             |  |
|  |                       | Hockey Breganze       | 5 |                |                 |                |  |
|  |                       |                       |   |                |                 |                |  |
|  |                       |                       |   |                |                 |                |  |
|  |                       |                       |   |                | 11º e 12º Lugar |                |  |
|  | 26 de Maio            | 26 de Maio            |   | 26 de Maio     | 26 de Maio      |                |  |
|  | Hockey Breganze       | 4                     |   | TUS Dusseldorf | 5               |                |  |
|  | CRESH Eboli           | 1                     |   |                | CRESH Eboli     | 2              |  |

#### 5º ao 8º lugar
|  | Etapa classificatória | Etapa classificatória |   |               | 5º e 6º Lugar | 5º e 6º Lugar |  |
|  |                       |                       |   |               |               |               |  |
|  | 26 de Maio            |                       |   |               |               |               |  |
|  | US Coutras            | 8                     |   |               |               |               |  |
|  | RH Beaujolais         | 1                     |   |               |               |               |  |
|  |                       |                       |   |               |               |               |  |
|  |                       |                       |   |               | 27 de Maio    |               |  |
|  |                       |                       |   |               | US Coutras    | 3             |  |
|  |                       | CS Noisy le Grand     | 5 |               |               |               |  |
|  |                       |                       |   |               |               |               |  |
|  |                       |                       |   |               |               |               |  |
|  |                       |                       |   |               | 7º e 8º Lugar |               |  |
|  | 26 de Maio            | 26 de Maio            |   | 26 de Maio    | 26 de Maio    |               |  |
|  | CS Noisy le Grand     | 5                     |   | RH Beaujolais | 5             |               |  |
|  | CSP Alfena            | 1                     |   |               | CSP Alfena    | 3             |  |

### Apuramento campeão
|  | Meias Finais      | Meias Finais    |   |             | Final             | Final |  |
|  |                   |                 |   |             |                   |       |  |
|  | 26 de Maio        |                 |   |             |                   |       |  |
|  | CP Voltregá       | 2               |   |             |                   |       |  |
|  | CE Arenys de Munt | 4               |   |             |                   |       |  |
|  |                   |                 |   |             |                   |       |  |
|  |                   |                 |   |             | 27 de Maio        |       |  |
|  |                   |                 |   |             | CE Arenys de Munt | 0     |  |
|  |                   | Biesca Gijón HC | 1 |             |                   |       |  |
|  |                   |                 |   |             |                   |       |  |
|  |                   |                 |   |             |                   |       |  |
|  |                   |                 |   |             | 3º e 4º Lugar     |       |  |
|  | 26 de Maio        | 26 de Maio      |   | 27 de Maio  | 27 de Maio        |       |  |
|  | Biesca Gijón HC   | 2               |   | CP Voltregá | 3                 |       |  |
|  | SKG Herringen     | 1               |   |             | SKG Herringen     | 5     |  |

| Vencedoras Taça Europeia Feminina 2007–08 |
| Biesca Gijón HC (1ª)                      |

## Classificação Final
| Pos | País              |
| --- | ----------------- |
| 1   | Biesca Gijón HC   |
| 2   | CE Arenys de Munt |
| 3   | SKG Herringen     |
| 4   | CP Voltregá       |
| 5   | CS Noisy le Grand |
| 6   | US Coutras        |
| 7   | RH Beaujolais     |
| 8   | CSP Alfena        |
| 9   | RSC Cronenberg    |
| 10  | Hockey Breganze   |
| 11  | TUS Dusseldorf    |
| 12  | CRESH Eboli       |
| 13  | HC Mealhada       |
| 14  | Bury St-Edmunds   |

## Ligações Externas
- CERH website

### Internacional
- Ligações para todos os sítios de hóquei
- Mundook- Sítio com notícias de todo o mundo do hóquei
- Hoqueipatins.com - Sítio com todos os resultados de Hóquei em Patins